# نتالي أرتو
نتالي أرتو (بالفرنسية :Nathalie Arthaud) هي سياسية فرنسية وُلدت في الثالث والعشرين من شهر فبراير (شُباط) عام 1970 في بيرانس في دروم في فرنسا. أرتو هي المتحدثة باسم حزب النضال العمالي (Lutte Ouvrière) المعروف باتجاه اليساري التروتسكي.
كانت نتالي أرتو مُرشحة عن حزبها في كل من الانتخابات الرئاسية الفرنسية 2012 والانتخابات الرئاسية الفرنسية 2017.

## حياتها
تعمل أرتو كمعلمة في مدرسة (Le Corbusier) في أوبارفيلييه منذ اجتيازها امتحان الاقتصاد والإدارة.

## السياسية
تولت أرتو منصب المتحدثة باسم حزب النضال العمالي (Lutte Ouvrière) بعد الانتخابات الرئاسية الفرنسية 2007 و بعد أن كانت قد تولت إدارة الحملة الانتخابية لزميلتها السابقة أرليت لاجويلر.
و في انتخابات البرلمان الأوروبي 2009 التي أُقيمت في فرنسا ترشحت في القائمة عن الدائرة الانتخابية لجنول شرق فرنسا وحصلت على 24.727 صوت أي ما يُعادل 0,84 بالمئة من الأصوات. وفي الانتخابات المحلية عام 2010 ترشحت عن الدائرة الانتخابية رون ألب وحصبت على 1,42 بالمئة من إجمالي الأصوات المُدلى بها.
ترشحت نتالي أرتو في كل من الانتخابات الرئاسية الفرنسية 2012. والانتخابات الرئاسية الفرنسية 2017.
إن أرتو مستشارة لمجلس مدينة فالوكس -ان-فيلين لقسم قضايا الشباب  حيث انضمت من خلال قائمة مبادرات المواطنين والحلول البديلة التي كانت تحت قيادة الحزب الشيوعي الفرنسي و قد تم اننتخابها لهذا المنصب.

## وصلات خارجية
- مدونة نتلي أرتو